# 勝山通
勝山通（かつやまどおり）とは、大阪市内を東西に走る道路の一つ。

## 概要
区間は大阪市天王寺区の五條宮前交差点から生野区巽東4丁目（東大阪市との市境）までで、大阪市道四天王寺巽線・大阪府道173号大阪八尾線のそれぞれ一部に当たる。全線が片側2車線の4車線道路。
道路の愛称は生野区内にある前方後円墳の御勝山（おかちやま）古墳に由来し、同古墳のほぼ中央を勝山通が東西に貫通している。また、かつて四天王寺東門前から平野川の旧河道にかけて「勝山通」という町名が存在した。現在は天王寺区側が「勝山」、生野区側が「勝山北」「勝山南」に改称・改編されている。

## 地理

### 接続する主な道路
天王寺区
- 上町筋 - 五條宮前交差点
- 玉造筋 - 勝山4交差点

生野区
- 大阪市道上新庄生野線（疎開道路） - 勝山中学校交差点
- 今里筋（大阪市道大阪環状線） - 大池橋交差点
- 内環状線（国道479号） - 北巽駅前交差点

### 沿線情報
天王寺区
- 四天王寺
- 大阪電子専門学校
- 大阪市立大阪ビジネスフロンティア高等学校

生野区
- プール学院中学校・高等学校
- 大阪府立桃谷高等学校
- 大阪市立勝山中学校
- 生野区役所
- 大阪府警生野警察署
- 生野郵便局
- 御勝山古墳
- 生野税務署
- 生野図書館
- 大池橋
- 生野スポーツセンター
- ロート製薬本社・大阪工場
- 大阪市立北巽小学校
- 巽橋
- 北巽駅 - 地下鉄千日前線
- 大阪シティバス 北巽バスターミナル